# 茂德帝姬
茂德帝姬（1102年—？），宋徽宗第五女，刘贵妃（追谥明達皇后）所生。
初封延庆公主，改封康福。寻改号帝姬，再封茂德。當時茂德帝姬在所有帝姬中被尊為容貌最美者，其封號也是因此才三度更改。重和元年（1118年）十一月，時年十三岁，嫁宣和殿待制蔡鞗，即蔡京的第五个儿子，淑妃刘氏率宫闱掌事人送至婚第。史載蔡鞗与茂德帝姬之間生有二子，长子蔡愉，次子之名則於史料中佚失。宣和四年（1122年）十一月五日，蔡愉由外祖父宋徽宗特授官职为通直郎，靖康之難時下落不明。
靖康元年（1126年），因金军南下，宋徽宗禅位给宋钦宗，边事日紧，蔡京被指为国賊，流放饿死。众子或处决，或流放，仅蔡鞗因茂德帝姬之故得以暂时留在京城。南宋初年的史料《靖康皇族陷虏记》未记载公主下落，只知道截止至此书成书时，驸马蔡鞗已故。

## 关联
- 帝姬